# Pietralba
Pietralba (korsisch Petralba) ist eine Gemeinde auf der französischen Insel Korsika. Sie gehört zum Département Haute-Corse, zum Arrondissement Calvi und zum Kanton Golo-Morosaglia.

## Geografie
Pietralba ist eine Streusiedlung auf 450 Metern über dem Meeresspiegel. Örtliche Erhebungen heißen Monte Astu (1535 m), Cima di Grimaseta (1509 m), Bocca di Tenda (1219 m), Monte Reghia di Pozzo (1469 m) und Monte Fossatello (1035 m). 
Nachbargemeinden sind Lama im Norden, Sorio und Piève im Nordosten, Lento im Osten, Canavaggia im Südosten, Castifao im Süden und Westen sowie Novella im Nordwesten.

## Bevölkerungsentwicklung
| Jahr      | 1962 | 1968 | 1975 | 1982 | 1990 | 1999 | 2008 | 2012 |
| --------- | ---- | ---- | ---- | ---- | ---- | ---- | ---- | ---- |
| Einwohner | 405  | 384  | 368  | 340  | 244  | 314  | 435  | 430  |

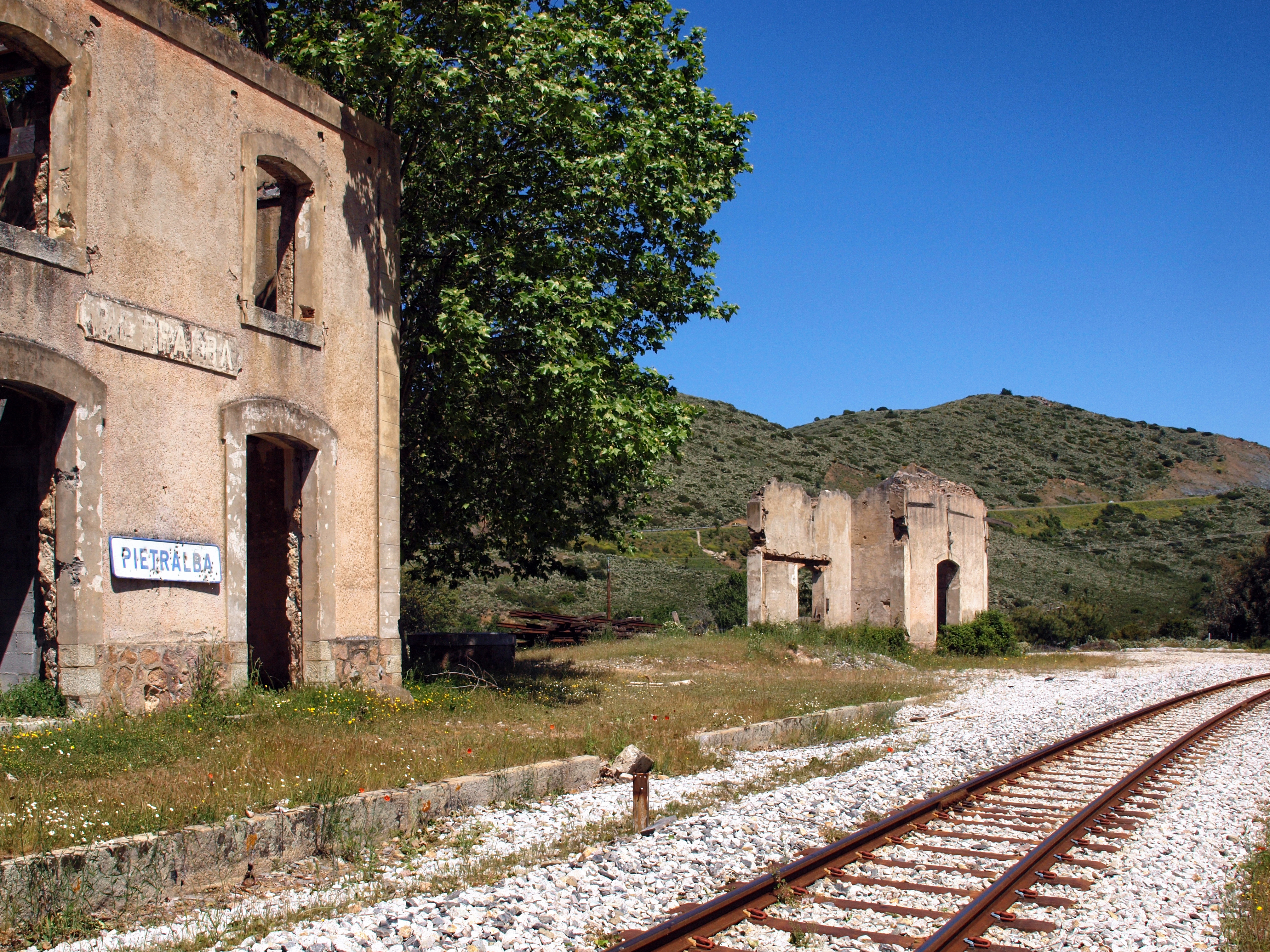
Ehemaliges Empfangsgebäude des Bahnhofs Pietralba
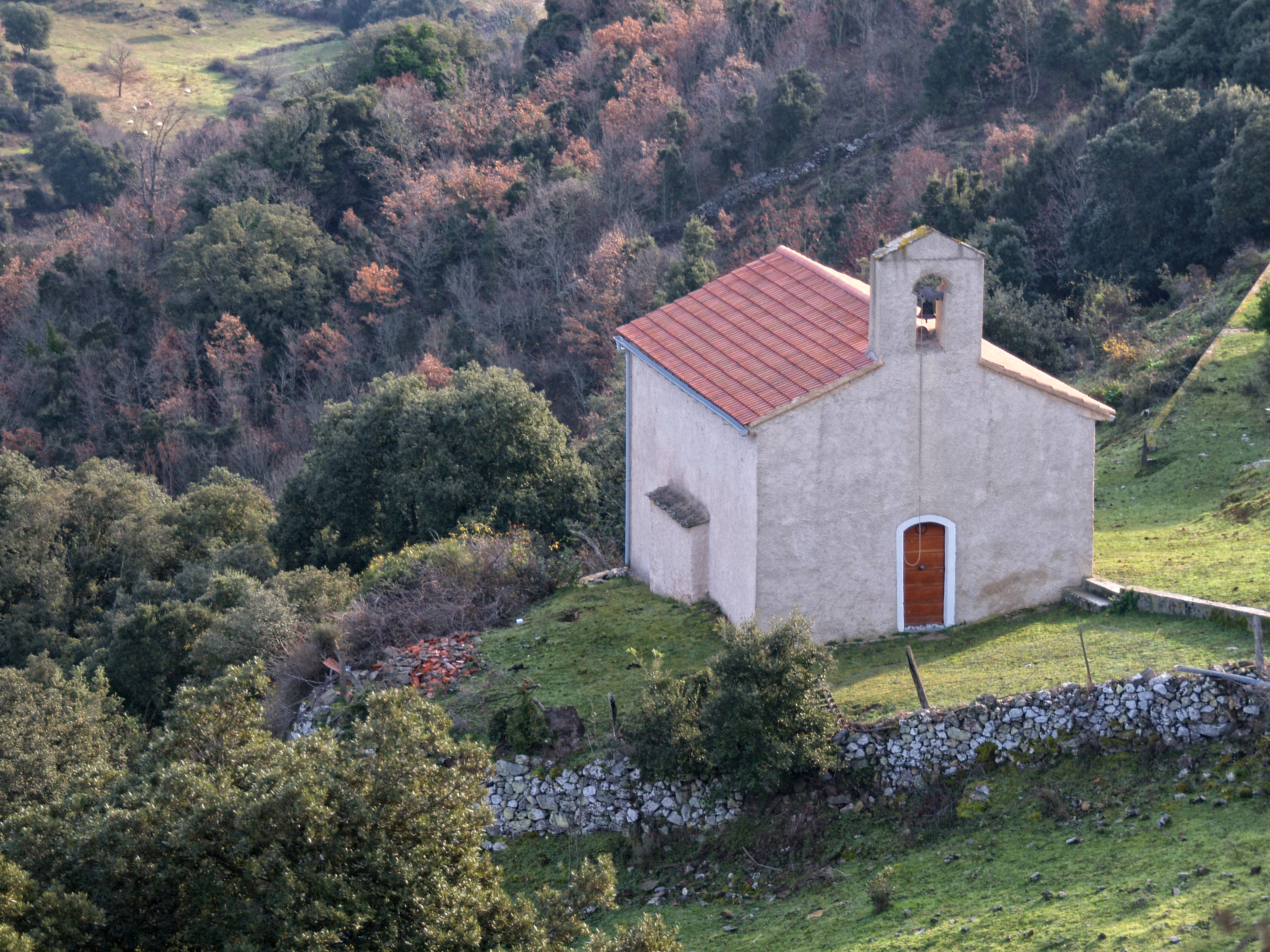
Kapelle A Nunziata
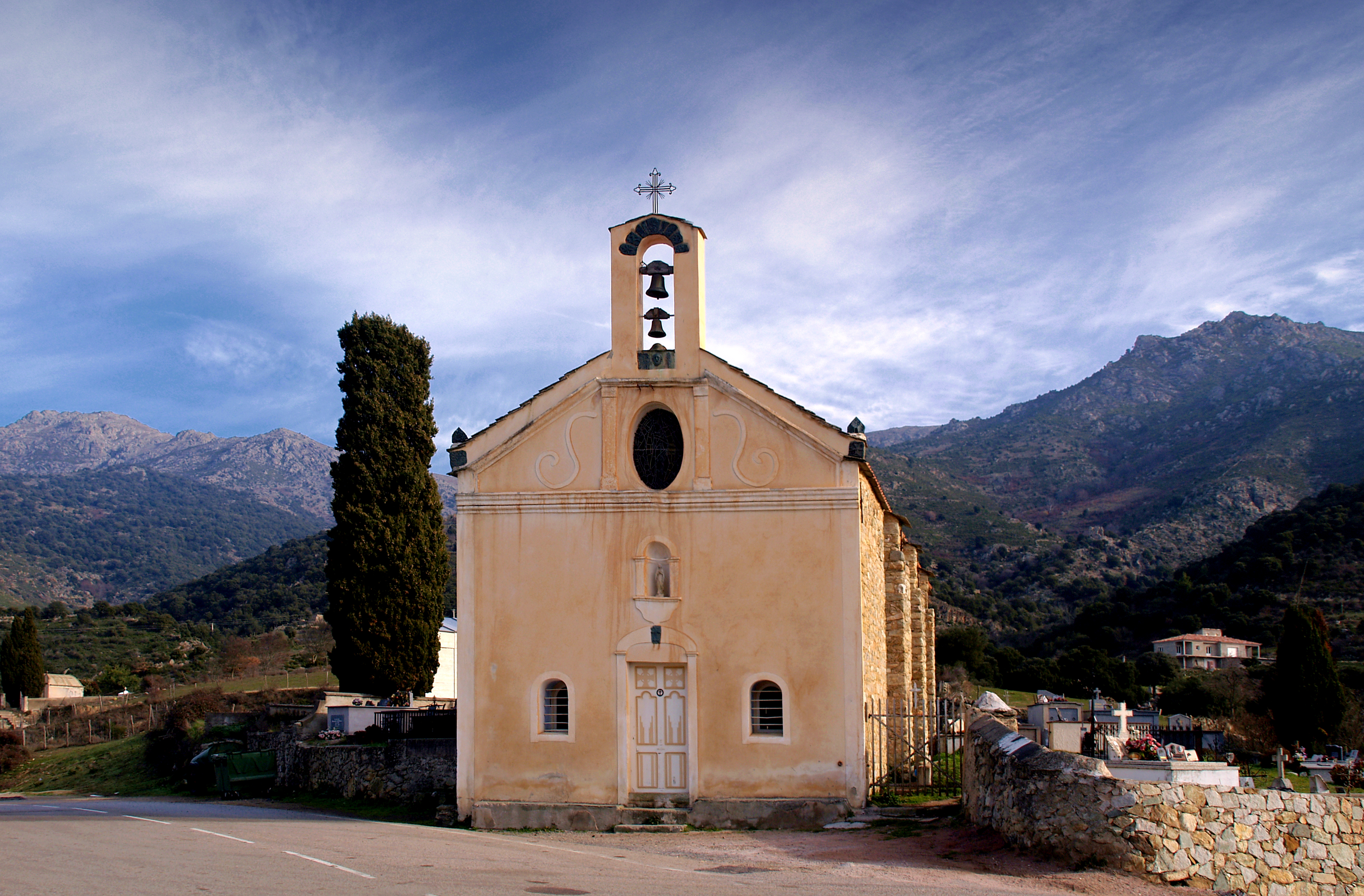
Kirche Santa Maria Assunta
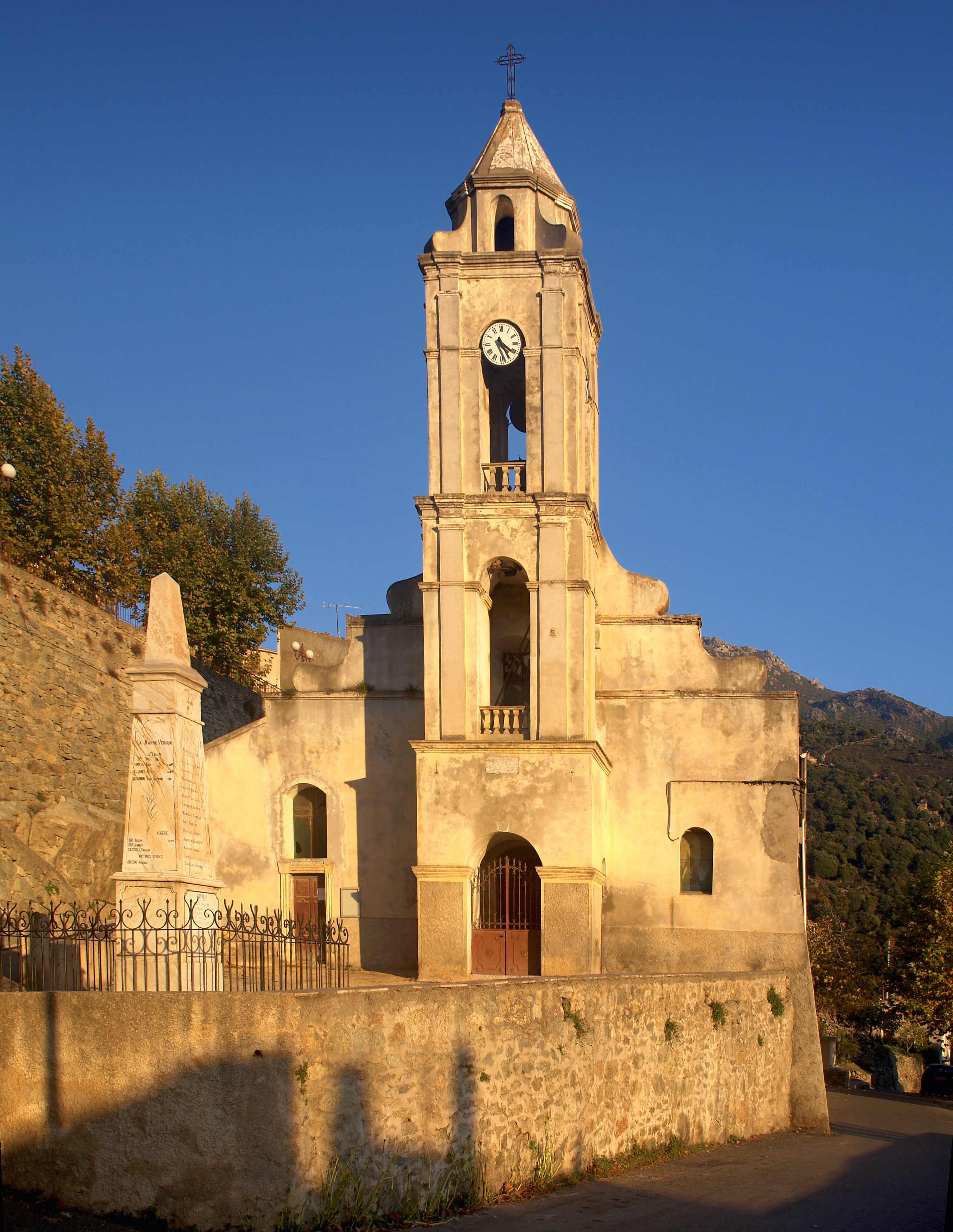
Kirche Saint-Roch

## Verkehr
Der Dorfkern von Pietralba ist durch die Départementsstraße D8 erschlossen; durch die Randbereiche der Siedlung verläuft die Route territoriale 30 (ehemals Route nationale 1197).
Der Haltepunkt Pietralba liegt an der Bahnstrecke Ponte-Leccia–Calvi. Er befindet sich in der Gemarkung von Castifao. Die Bahnstrecke und die Route nationale 197 führen an der Gemeindegrenze entlang.